# Palau de Berlín
El Palau de Berlín (en alemany, Berliner Schloss), antigament el Palau Reial de Berlín (en alemany, Königliches Schloss) i actualment seu del Fòrum Humboldt, va ser la residència principal de la casa dels Hohenzollern del 1443 al 1918, situat a la Schlossplatz, al centre de Berlín. Va ser la residència dels reis de Prússia i posteriorment emperadors d'Alemanya. Ampliat del 1689 al 1713 per ordre de Frederic I de Prússia segons el projecte d'Andreas Schlüter, va ser considerat una obra cabdal de l'arquitectura barroca prussiana. El Palau Reial va ser un dels edificis més grans de Berlín i va donar caràcter al seu paisatge urbà amb la seva cúpula de 60 metres d'alçada.
Va ser greument danyat durant Segona Guerra Mundial i enderrocat el 1950 pel govern de la República Democràtica Alemanya, que hi construí el Palau de la República. Acabada la Guerra Freda i reunificada Alemanya, s'inicià un fort debat sobre el futur del Palau de la República.

## Fòrum Humboldt
L'any 2006 s'inicià l'enderroc del Palau de la República per a la reconstrucció del Palau Reial. L'objectiu va ser crear el Fòrum Humboldt, tot incorporant dos antics museus, el Museu Etnològic de Berlín i el Museu d'Art Asiàtic. Tots dos tenien les seves arrels a la Cambra d'Art de l'Antiga Prússia, que va ser establerta originalment per Joaquim II, elector de Brandenburg a mitjans del segle XVI, però va ser gairebé destruïda durant la Guerra dels Trenta Anys (1618–1648).
El projecte va ser escollit el 2008 per concurs, que va guanyar l'arquitecte italià Franco Stella. Reproduia amb exactitud la façana de l'antiga edificació mentre a l'interior s'hi situaria una parada de metro, una biblioteca o una gran sala d'actes. La façana est al riu, però, és de nova factura i ha estat criticada per la seva monotonia. El 2019 es va valorar que la reconstrucció va tenir un cost de 700 milions d'euros, esdevenint un dels projectes culturals més cars de la història.